# Blackmail (film 1920)
Blackmail è un film muto del 1920 diretto da Dallas M. Fitzgerald. La sceneggiatura si basa su The Underside, racconto di Lucia Chamberlain pubblicato su The Saturday Evening Post l'11 agosto 1917.

## Produzione
Alcune scene del film, che fu prodotto dalla Screen Classics Inc., furono girate a bordo di un treno sulla tratta ferroviaria tra Los Angeles e San Diego.

## Distribuzione
Il copyright del film, richiesto dalla Metro Pictures Corp., fu registrato l'11 ottobre 1920 con il numero LP15664. Distribuito dalla Metro Pictures Corporation, uscì nelle sale cinematografiche statunitensi il 4 ottobre 1920.